# Roberto Quiroz
Roberto Queiroz (Guayaquil, 3 febbraio 1992) è un tennista ecuadoriano.

## Statistiche
Aggiornate al 31 gennaio 2022.

### Tornei minori

#### Singolare

##### Vittorie (5)
| Legenda tornei minori |
| Challenger (0)        |
| Futures (5)           |

| N. | Data            | Torneo                                    | Superficie  | Avversario in finale      | Punteggio        |
| 1. | 27 luglio 2014  | Venezuela F3                              | Cemento     | Jorge Panta               | 6-2, 6-4         |
| 2. | 29 maggio 2016  | Mexico F4, Morelia                        | Cemento     | Christopher Diaz-Figueroa | 7-5, 7-5         |
| 3. | 3 luglio 2016   | Colombia F3, Cali                         | Terra rossa | Gonzalo Villanueva        | 6-3, 6-1         |
| 4. | 7 agosto 2016   | U.S.A. F26, Decatur                       | Cemento     | Marc Polmans              | 6-0, 3-6, 7–6(6) |
| 5. | 3 dicembre 2017 | Dominican Republic F1, Santo Domingo Este | Cemento     | Roberto Cid Subervi       | 6-4, 6-4         |

##### Sconfitte in finale (6)
| Legenda tornei minori |
| Challenger (2)        |
| Futures (4)           |

| N. | Data            | Torneo                                     | Superficie     | Avversario in finale     | Punteggio        |
| 1. | 10 agosto 2014  | Ecuador F1                                 | Terra rossa    | Gonzalo Escobar          | 2-6, 2-6         |
| 2. | 8 maggio 2016   | U.S.A. F16, Tampa                          | Terra rossa    | Peter Polansky           | 5-7, 3-6         |
| 3. | 30 ottobre 2016 | Ecuador F3, Salinas                        | Terra rossa    | Franco Agamenone         | 2-6, 7–6(3), 0-6 |
| 4. | 30 ottobre 2016 | Torneo Internacional Challenger León, León | Cemento        | Adrián Menéndez Maceiras | 4-6, 6-3, 3-6    |
| 5. | 15 aprile 2018  | CDMX Open, Città del Messico               | Terra rossa    | Juan Ignacio Londero     | 1-6, 3-6         |
| 6. | 8 novembre 2020 | M15 Fayetteville, Fayetteville             | Cemento indoor | Alexis Galarneau         | 2-6, 1-6         |

### Doppio

#### Vittorie (21)
| Legenda tornei minori |
| Challenger (5)        |
| Futures (16)          |

| N.  | Data              | Torneo                                      | Superficie  | Compagno               | Avversari in finale                           | Punteggio           |
| 1.  | 10 ottobre 2009   | Brazil F22, Bauru                           | Terra rossa | Emilio Gómez           | Juan-Pablo Amado André Miele                  | 6–4, 0–6, [10–8]    |
| 2.  | 18 settembre 2010 | Ecuador F2, Guayaquil                       | Cemento     | Duilio Beretta         | Peter Aarts Christopher Racz                  | 6–4, 6–4            |
| 3.  | 16 aprile 2011    | Chile F3, Santiago                          | Terra rossa | Duilio Beretta         | Luis David Martínez Miguel Ángel Reyes Varela | 6–4, 7–5            |
| 4.  | 17 agosto 2011    | Ecuador F4, Guayaquil                       | Cemento     | Iván Endara            | Julio César Campozano Emilio Gómez            | 7–6(4), 2–6, [10–7] |
| 5.  | 26 novembre 2011  | Guayaquil                                   | Terra rossa | Julio César Campozano  | Marcel Felder Rodrigo-Antonio Grilli          | 6–4, 6–1            |
| 6.  | 18 agosto 2012    | Ecuador F1, Guayaquil                       | Cemento     | Emilio Gómez           | Miguel Gallardo Valles Luis David Martínez    | 6–4, 7–6(4)         |
| 7.  | 25 agosto 2012    | Ecuador F2, Guayaquil                       | Cemento     | Emilio Gómez           | Sergio Galdós José Hernández-Fernández        | 7–5, 6–2            |
| 8.  | 17 agosto 2013    | Ecuador F1, Guayaquil                       | Cemento     | Duilio Beretta         | Sebastián Exequiel Pini Rodrigo Sánchez       | 6–1, 6–3            |
| 9.  | 24 agosto 2013    | Ecuador F2, Guayaquil                       | Cemento     | Emilio Gómez           | Nicolás Álvarez Duilio Beretta                | 6–1, 6–4            |
| 10. | 26 luglio 2014    | Venezuela F3, Maracaibo                     | Cemento     | Mateo Nicolás Martínez | Christopher Díaz Figueroa Mauricio Echazú     | 6–4, 1–1 rit.       |
| 11. | 16 agosto 2014    | Ecuador F2, Guayaquil                       | Cemento     | Diego Hidalgo          | Gabriel Alejandro Hidalgo Caio Silva          | 7–5, 6(2)–7, [10–8] |
| 12. | 5 marzo 2016      | USA F9, Boca Raton                          | Cemento     | Alejandro Gómez        | José Daniel Bendeck Nicolás Mejía             | 6–3, 7–6(2)         |
| 13. | 7 maggio 2016     | USA F16, Tampa                              | Terra rossa | Gonzalo Escobar        | Miomir Kecmanović Jonas Lütjen                | 6–4, 7–6(4)         |
| 14. | 21 maggio 2016    | Mexico F3, Città del Messico                | Cemento     | Iván Endara            | Hans Hach Verdugo Luis Patiño                 | walkover            |
| 15. | 25 giugno 2016    | Colombia F2, Barranquilla                   | Terra rossa | Luis Patiño            | Christopher Díaz Figueroa Wilfredo González   | 6–4, 7–6(7)         |
| 16. | 2 luglio 2016     | Colombia F3, Cali                           | Terra rossa | Luis Patiño            | Juan Sebastián Gómez Cristian Rodríguez       | 6–1, 3–6, [10–7]    |
| 17. | 7 gennaio 2017    | USA F1, Los Angeles                         | Cemento     | Yannick Hanfmann       | Luke Bambridge Joe Salisbury                  | 3–6, 6–4, [10–8]    |
| 18. | 15 aprile 2017    | San Luis Potosí Challenger, San Luis Potosí | Terra rossa | Caio Zampieri          | Hans Hach Verdugo Adrián Menéndez Maceiras    | 6–4, 6–2            |
| 19. | 2 novembre 2018   | Challenger Ciudad de Guayaquil, Guayaquil   | Terra rossa | Guillermo Durán        | Thiago Monteiro Fabrício Neis                 | 6–3, 6–2            |
| 20  | 6 marzo 2021      | St. Petersburg Challenger, San Pietroburgo  | Cemento (i) | Christopher Eubanks    | Jesper de Jong Sem Verbeek                    | 6–4, 6–3            |
| 21  | 23 ottobre 2021   | Open Bogotá, Bogotà                         | Terra rossa | Nicolás Jarry          | Nicolás Barrientos Alejandro Gómez            | 6(4)–7, 7–5, [10–4] |

#### Sconfitte in finale (12)
| Legenda tornei minori |
| Challenger (11)       |
| Futures (1)           |

| N.  | Data              | Torneo                                      | Superficie  | Compagno            | Avversari in finale                       | Punteggio         |
| 1.  | 2 luglio 2011     | Venezuela F6, Caracas                       | Cemento     | John Peers          | Piero Luisi Roberto Maytín                | 4–6, 4–6          |
| 2.  | 10 settembre 2016 | Open Barranquilla, Barranquilla             | Terra rossa | Gonzalo Escobar     | Alejandro Falla Eduardo Struvay           | 4–6, 5–7          |
| 3.  | 15 luglio 2017    | Open Medellín, Medellín                     | Terra rossa | Nicolás Jarry       | Darian King Miguel Ángel Reyes Varela     | 4–6, 4–6          |
| 4.  | 2 settembre 2017  | Quito Challenger, Quito                     | Terra rossa | Nicolás Jarry       | Marcelo Arévalo Miguel Ángel Reyes Varela | 6–4, 4–6, [7–10]  |
| 5.  | 6 aprile 2018     | Panama Challenger, Città di Panama          | Cemento     | Nathan Pasha        | Yannick Hanfmann Kevin Krawietz           | 6(4)–7, 4–6       |
| 6.  | 22 settembre 2018 | Columbus Challenger, Columbus               | Cemento (i) | Gonzalo Escobar     | Peter Polansky Tommy Paul                 | 3–6, 3–6          |
| 7.  | 12 ottobre 2018   | Milex Open, Santo Domingo                   | Terra verde | Ariel Behar         | Leander Paes Miguel Ángel Reyes Varela    | 6–4, 3–6, [5–10]  |
| 8.  | 20 aprile 2019    | San Luis Potosí Challenger, San Luis Potosí | Terra rossa | Ariel Behar         | Marcelo Arévalo Miguel Ángel Reyes Varela | 6–1, 4–6, [10–12] |
| 9.  | 29 maggio 2021    | Oeiras Challenger IV, Oeiras                | Terra rossa | Julian Lenz         | Jesper de Jong Tim van Rijthoven          | 1–6, 6(3)–7       |
| 10. | 5 giugno 2021     | Little Rock Challenger, Little Rock         | Cemento     | Christopher Eubanks | Nicolás Barrientos Ernesto Escobedo       | 6–4, 3–6, [5–10]  |
| 11. | 9 aprile 2022     | Challenger Salinas, Salinas                 | Cemento     | JC Aragone          | Yuki Bhambri Saketh Myneni                | 4–6, 6–3, [10–7]  |
| 12. | 30 aprile 2022    | Morelos Open, Cuernavaca                    | Cemento     | Nicolás Mejía       | Adrián Menéndez Maceiras JC Aragone       | 6(4)–7, 2–6       |